# Adelheid und ihre Mörder
Adelheid und ihre Mörder (en français, Adélaïde et son meurtrier) est une série télévisée allemande diffusée de 1993 à 2007 sur la NDR avec Evelyn Hamann dans le rôle principal.

## Synopsis
Dans chaque épisode de la série, l'enquête sur un meurtre est confiée à la seconde commission criminelle ("Mord Zwo"). Bien que simple secrétaire, Adelheid passe son temps à rechercher l'assassin. Son supérieur, le commissaire Ewald Strobel essaie de ne pas divulguer les détails de l'enquête à sa secrétaire et de résoudre l'affaire sans son aide. Adelheid vient toujours sur le lieu du crime, entend secrètement les témoins (la plupart du temps en se faisant passer pour un officier de police) et découvre des indices que ses collègues ont négligés. Avec son ex-mari Eugen Moebius, qui travaille à la police de Hambourg et couvre les infractions de son ancienne épouse, elle résout les cas, tandis que Strobel cherche encore.
De même, Adelheid se retrouve souvent à l'issue de son enquête avec chaque délinquant dans une situation dangereuse dont elle est libérée grâce aux efforts héroïques du commissaire Strobel et de ses collègues.
Adelheid vit après le divorce d'Eugen avec sa mère Rosa Müller-Graf-Kleditsch dans un bel immeuble ancien de Hambourg. Leur fils Holger commence une formation de policier après avoir fait des petits boulots puis s'en va à Marseille.
D'autres caractéristiques de la série, en particulier dans la cinquième saison, sont les querelles éternelles entre la seconde et la première commission criminelle sous la direction de Siegbert Heimeran puis de Ferdinand Dünnwald.
La seconde commission criminelle comprend aussi le commissaire Dieter Pohl, qui est quitté par sa fiancée Marion juste avant le mariage puis épousera Wichtrud Schaller, de la première commission, le commissaire hypocondriaque Gernot Schubert, à qui succèdera le commissaire Ralf Schilling qui cherche à remplacer Strobel, lequel le méprise.

## Fiche technique
- Titre : Adelheid und ihre Mörder
- Réalisation : Ulrich Stark (de) (6 épisodes, 1993–1996), Arend Agthe (de) (6 épisodes, 1998–1999), Claus-Michael Rohne (20 épisodes, 1996–2001), Stephan Meyer (8 épisodes, 2003–2005), Stefan Bartmann (de) (26 épisodes, 2000–2007)
- Scénario : Michael Baier (de) (47 épisodes, 1993-2007), Claus-Michael Rohne (11 épisodes, 1996-2001), Rochus Bassauer (8 épisodes, 1996-2001)
- Musique : Birger Heymann (de)
- Société de production : Neue deutsche Filmgesellschaft
- Pays d'origine :  Allemagne
- Langue : allemand
- Genre : Policier comique
- Durée : 65 épisodes de 50 minutes (six saisons)
- Date de première diffusion :
  -  Allemagne : 7 janvier 1993 sur Das Erste.

## Distribution
| Acteur             | Rôle                                   | Fonction    | Première apparition | Dernière apparition | Années    |
| ------------------ | -------------------------------------- | ----------- | ------------------- | ------------------- | --------- |
| Evelyn Hamann      | Adelheid Möbius                        |             | Épisode 1           | Épisode 65          | 1993–2007 |
| Heinz Baumann      | Ewald Strobel                          | Commissaire | Épisode 1           | Épisode 65          | 1993–2007 |
| Gerhard Garbers    | Eugen Möbius                           | Inspecteur  | Épisode 1           | Épisode 65          | 1993–2007 |
| Gisela May         | Rosa (Elisabeth) Müller-Graf-Kleditsch |             | Épisode 1           | Épisode 65          | 1993–2007 |
| Dieter Brandecker  | Dieter Pohl                            | Commissaire | Épisode 1           | Épisode 65          | 1993–2007 |
| Tilo Prückner      | Gernot Schubert                        | Inspecteur  | Épisode 1           | Épisode 26          | 1993–2000 |
| Konstantin Graudus | Holger Möbius                          | Inspecteur  | Épisode 1           | Épisode 12          | 1993–1995 |
| Oliver Stern       | Ralf Schilling                         | Commissaire | Épisode 27          | Épisode 65          | 2000–2007 |
| Burghart Klaußner  | Siegbert Heimeran                      | Directeur   | Épisode 3           | Épisode 39          | 1993–2001 |
| Hans Peter Korff   | Ferdinand Dünnwald                     | Directeur   | Épisode 40          | Épisode 65          | 2002–2007 |
| Maria Bachmann     | Marion Bachmann                        |             | Épisode 1           | Épisode 61          | 1993–2007 |
| Johanna Gastdorf   | Wichtrud Schaller                      |             | Épisode 53          | Épisode 65          | 2005–2007 |

## Figurations
Dans les rôles de figurations, on voit souvent des acteurs connus.
- Saison 1 : Doris Kunstmann, Martina Gedeck, Walter Kreye, Jan-Gregor Kremp, Siemen Rühaak, Sky Dumont, Else Quecke, Anke Sevenich, Ulrich Wildgruber, Gerd Böckmann, Felix von Manteuffel, Nina Petri, Andrea Sawatzki, Joachim Kemmer, Alexander Radszun.
- Saison 1 : Manon Straché, Ulrich von Dobschütz, Hans-Peter Korff, Gerhard Olschewski, Rolf Zacher, Petra Kleinert, Daniela Ziegler, Dieter Eppler, Irm Hermann, Ralph Herforth.

## Histoire
Une fin brutale
La série s'arrête après la mort soudaine d'Evelyn Hamann d'un cancer le 28 octobre 2007, sur une fin surprenante. La série dut suspendre sa réalisation en 2006, le temps que l'actrice principale se soigne. L'idée de la remplacer suscite une forte émotion qui pousse à mettre fin à la série.
La série Heiter bis tödlich: Alles Klara, apparue en 2012, reprend la même idée, avec Michael Baier comme scénariste.

## Source de traduction
- (de) Cet article est partiellement ou en totalité issu de l’article de Wikipédia en allemand intitulé « Adelheid und ihre Mörder » (voir la liste des auteurs).